# Kanton Astaffort
Der Kanton Astaffort ist ein ehemaliger, bis 2015 bestehender französischer Wahlkreis im Arrondissement Agen, im Département Lot-et-Garonne und in der Region Aquitanien; sein Hauptort war Astaffort. Vertreter im Generalrat des Départements war ab 2004 Michel Esteban (PS).
Der Kanton war 135,59 km² groß und hatte 8335 Einwohner (Stand: 2012).
Der Kanton umfasste Wahlberechtigte aus folgenden acht Gemeinden:
| Gemeinde                    | Einwohner Jahr | Fläche km² | Bevölkerungsdichte | Postleitzahl | Code INSEE |
| --------------------------- | -------------- | ---------- | ------------------ | ------------ | ---------- |
| Astaffort                   | 2015 (2013)    | –          | – Einw./km²        | 47220        | 47015      |
| Caudecoste                  | 983 (2013)     | –          | – Einw./km²        | 47220        | 47060      |
| Cuq                         | 277 (2013)     | –          | – Einw./km²        | 47220        | 47076      |
| Fals                        | 365 (2013)     | –          | – Einw./km²        | 47220        | 47092      |
| Layrac                      | 3525 (2013)    | –          | – Einw./km²        | 47390        | 47145      |
| Saint-Nicolas-de-la-Balerme | 386 (2013)     | –          | – Einw./km²        | 47220        | 47262      |
| Saint-Sixte                 | 347 (2013)     | –          | – Einw./km²        | 47220        | 47279      |
| Sauveterre-Saint-Denis      | 438 (2013)     | –          | – Einw./km²        | 47220        | 47293      |